# NGC 7446
NGC 7446 (другие обозначения — PGC 70185, ZWG 515.17, NPM1G +38.0474) — эллиптическая галактика (E) в созвездии Андромеда.
Этот объект входит в число перечисленных в оригинальной редакции «Нового общего каталога».